# Jüdischer Friedhof Esslingen

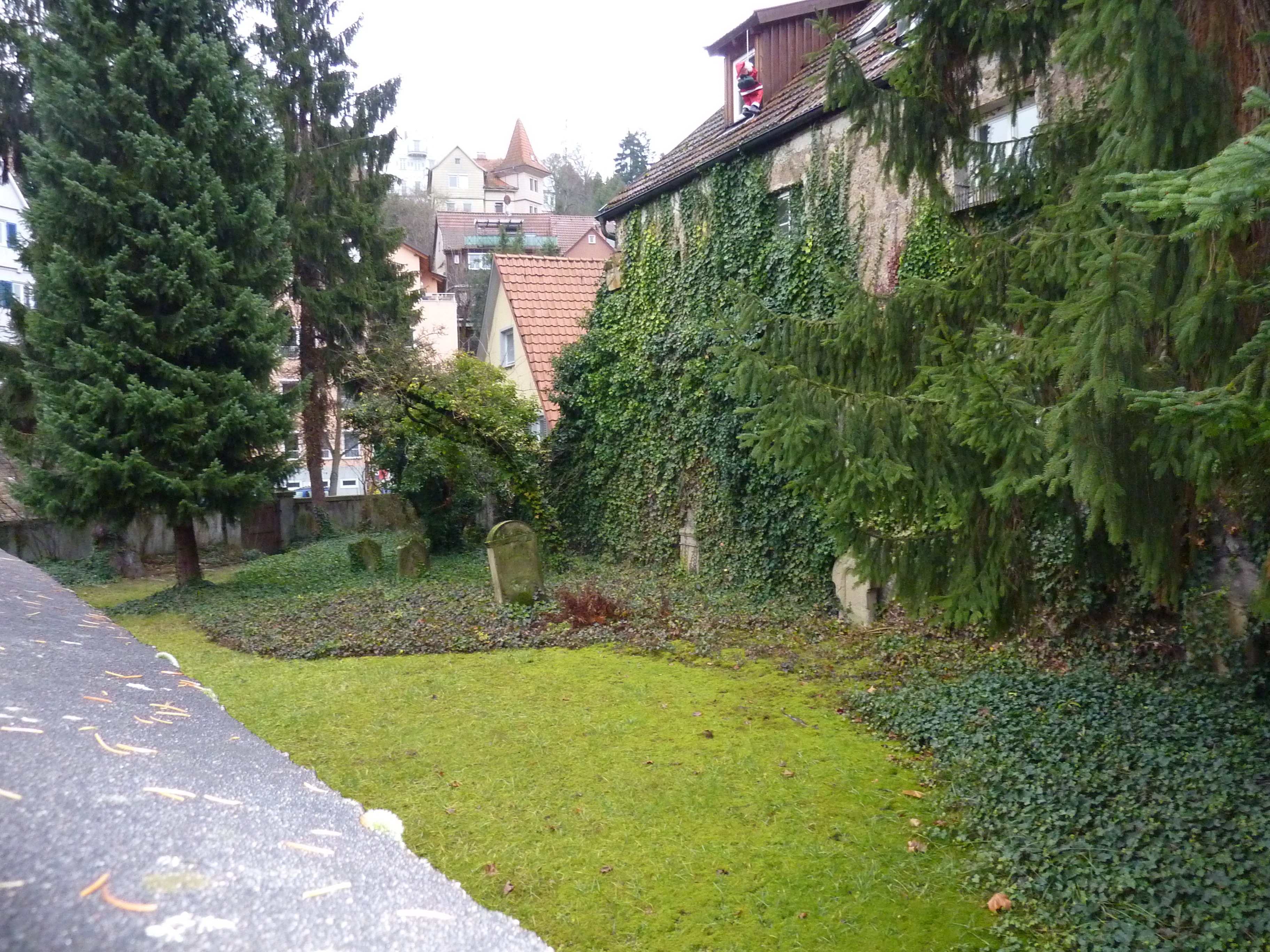
Blick über den jüdischen Friedhof

Der jüdische Friedhof an der Ecke Turmstraße/Mittlere Beutau in Esslingen am Neckar ist der älteste erhaltene jüdische Friedhof der Stadt.

## Vorgänger
Der wohl erste jüdische Friedhof in Esslingen befand sich vor dem oberen Tor bei der Ziegelhütte, was etwa der Lage des heutigen Schillerplatzes entspricht. Dieser ummauerte, etwa vier Morgen große Friedhof wurde bis ins 14. Jahrhundert genutzt. 1327 sollte er erweitert werden, was jedoch wegen der Ansprüche des Speyrer Domkapitels nicht genehmigt wurde. 1348 sicherte Karl IV. den Esslinger Bürgern zu, dass der mittlerweile zerstörte Friedhof nicht neu belegt werden sollte. 
Die jüdische Gemeinde hatte unterdessen notgedrungen ein anderes Grundstück erworben, um dort einen Friedhof anzulegen. Dieses Grundstück befand sich „zwischen dem Gäßlein und Ruf Glasers Garten“.
Auch von diesem zweiten mittelalterlichen Friedhof in Esslingen ist nichts erhalten geblieben.

## Jüdischer Friedhof
Im Jahr 1806 war in Esslingen wieder eine jüdische Gemeinde gegründet worden. Sie erwarb 1807 das 3,94 Ar große Flurstück 726 an der Ecke Mittlere Beutau/Turmstraße, das unmittelbar vor der Stadtmauer lag. Auf diesem Grundstück wurde ein neuer jüdischer Friedhof angelegt, der bis 1874 belegt wurde. Nachdem dieser Friedhof voll belegt war, wurde ein jüdischer Friedhof auf dem Ebershaldenfriedhof ausgewiesen, auf dem seitdem Menschen jüdischen Glaubens in Esslingen bestattet werden.
Der jüdische Friedhof in Esslingen wurde in der Zeit des Nationalsozialismus verwüstet. Nur wenige Grabsteine blieben erhalten und wurden später wieder aufgerichtet. Der Friedhof ist heute mit einer hohen Mauer eingefasst und nicht öffentlich zugänglich.

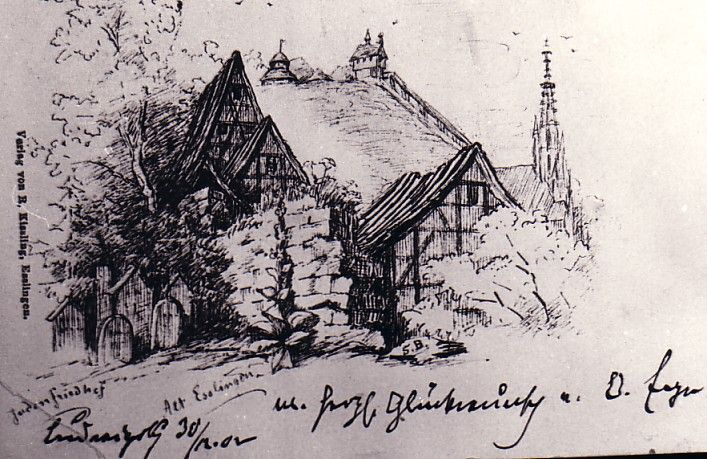
Ansichtskarte um 1900
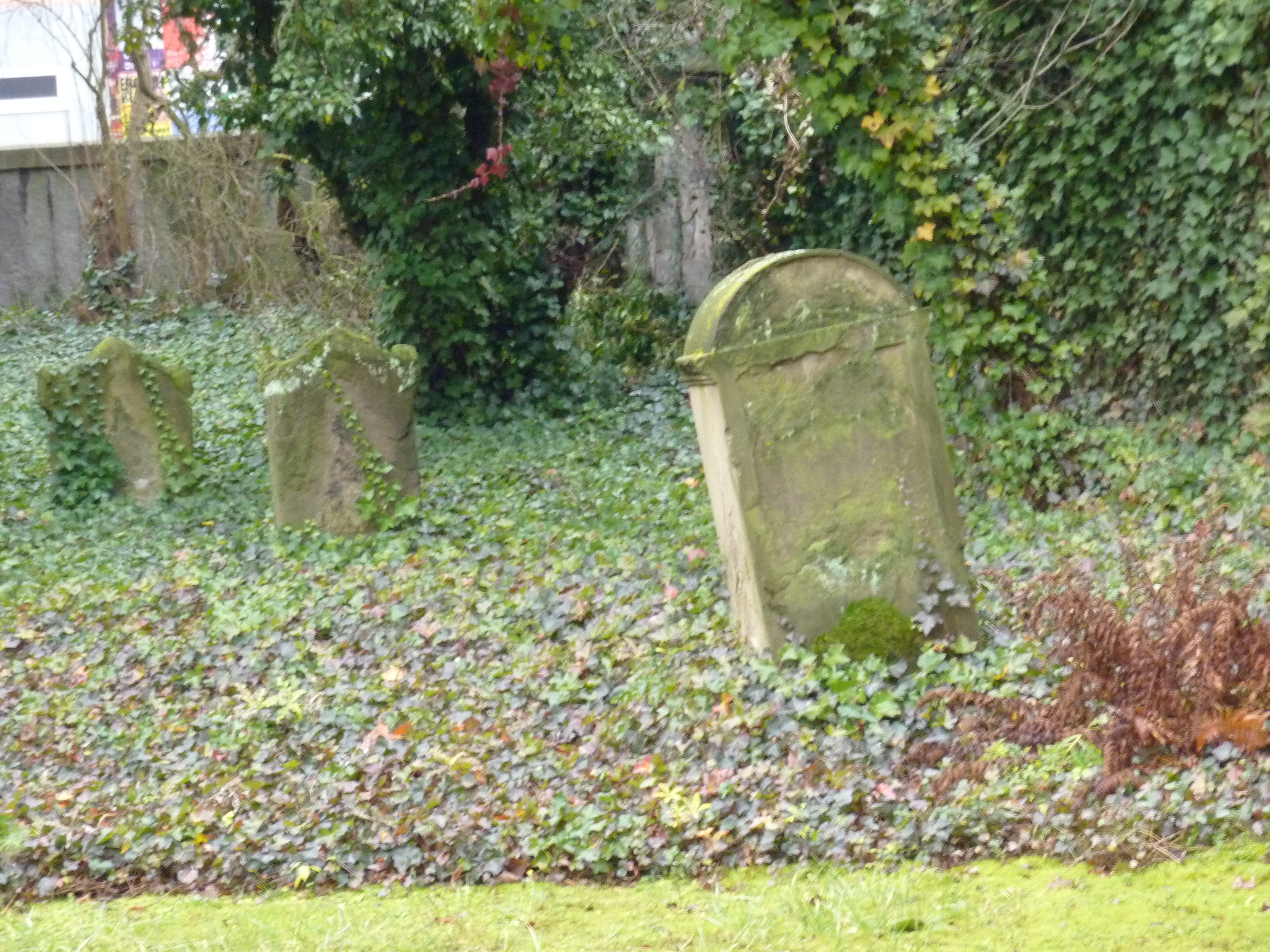
Grabsteine
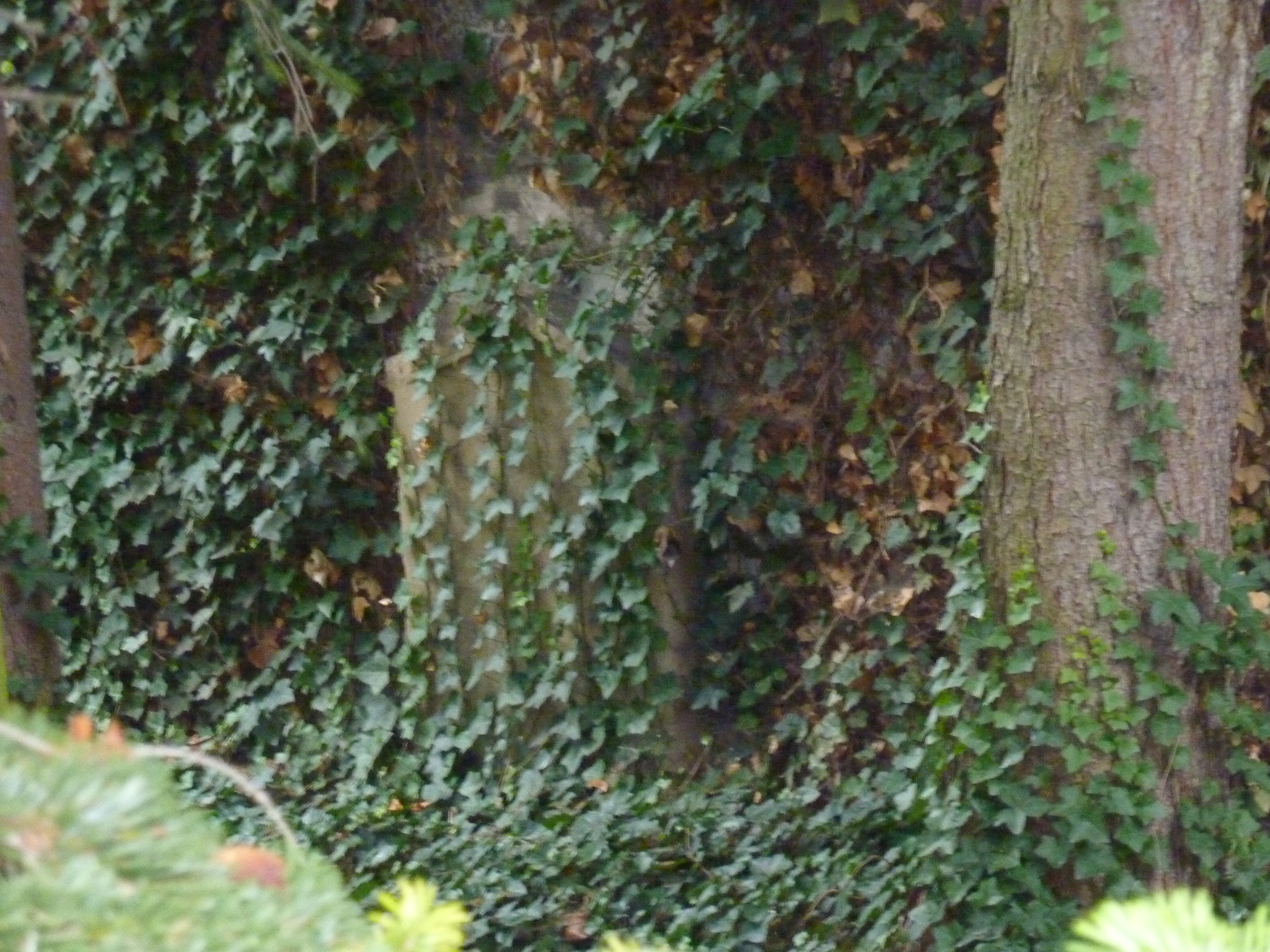
Überwachsener Grabstein
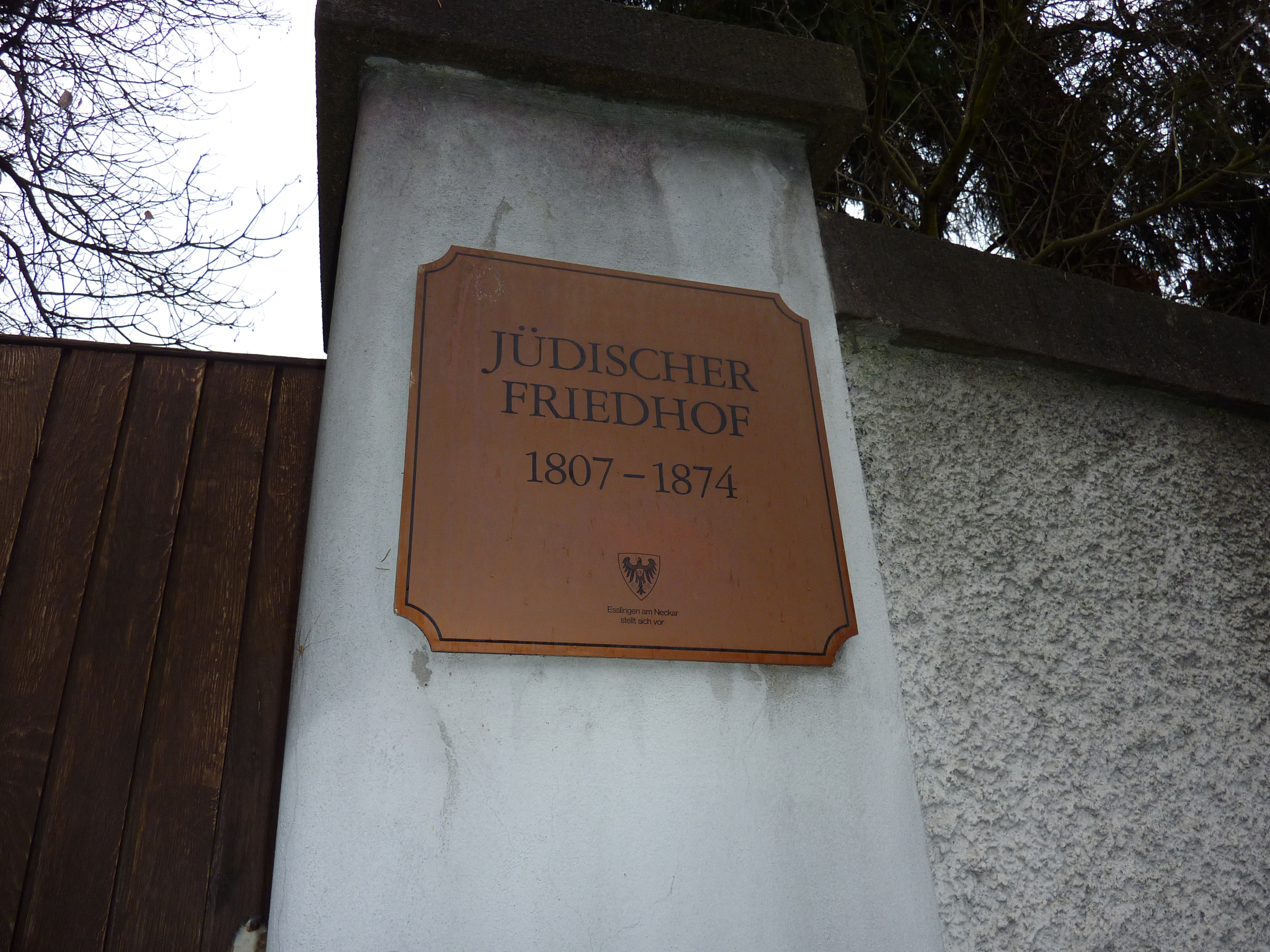
Hinweisschild